# Cedric Henderson
Pour les articles homonymes, voir Henderson.
Cedric Earl Henderson (né le 11 mars 1975, à Memphis, Tennessee) est un joueur américain de  basket-ball qui évolua 5 années en NBA.
Ailier de 2 m, Henderson évolue dans l'équipe universitaire des Memphis Tigers de l'université de Memphis avant d'être sélectionné par les Cleveland Cavaliers en 45e position au second tour de la draft 1997. Il dispute quatre saisons avec les Cavaliers, puis est transféré aux Golden State Warriors, où il reste jusqu'en 2002.
Au début de la saison 2002-2003, il signe un contrat en tant qu'agent libre avec les Milwaukee Bucks, mais il est évincé un mois plus tard.
Depuis qu'il a quitté la NBA, il a joué en NBDL, en France, à Chypre et en Ukraine.
En 2003, il a joué pour le Club sportif La Sagesse et en 2005 pour le Blue Stars au Liban.